# Bombardeos del campo de refugiados de Jabalia
Los bombardeos del campo de refugiados de Jabalia fueron una serie de ataques aéreos llevados a cabo por la Fuerzas de Defensa de Israel el 31 de octubre, el 1, el 2 y el 4 de noviembre de 2023, en el curso de la guerra de Gaza, contra una serie de bloques de edificios en el campamento de refugiados palestino de Jabalia, el más grande de Gaza, situado al norte de la Franja, que estaba repleto de civiles en el momento del ataque.
El campo de refugiados de Jabalia está muy densamente poblado y, a pesar de las órdenes de evacuación israelíes, los vídeos difundidos en las redes sociales mostraban que muchos civiles permanecían en el campo. El campo había sido blanco de múltiples ataques aéreos israelíes desde el inicio de la guerra. El ataque aéreo atrapó a más de cien personas bajo los escombros, según el Ministerio de Salud de Gaza. El Hospital de Indonesia dijo que la mayoría de las víctimas eran mujeres y niños. El Ministerio del Interior de Gaza afirmó que el campo había sido «completamente destruido», con estimaciones preliminares de víctimas de alrededor de 400 heridos y muertos.
El portavoz de las FDI, Daniel Hagari, confirmó que aviones de combate israelíes atacaron el campo de refugiados y afirmó que el ataque mató a Ibrahim Biari, un líder de Hamás clave en la planificación y ejecución de los ataques del 7 de octubre, además de matar a decenas de militantes en un «vasto complejo de túneles subterráneos» debajo del campamento desde el que Biari estaba al mando de las operaciones. Hamás negó la presencia de cualquier comandante y dijo que Israel estaba utilizando estas afirmaciones como excusa para el ataque.

## Antecedentes
El mercado del campo de refugiados de Jabalia se considera una de las zonas más animadas de la Franja de Gaza. Está ubicado en el noreste de la ciudad de Gaza. Hay una zona residencial en el mercado, la zona de Al-Ternis, que se considera parte del mismo, se trata del mercado comercial más grande de Gaza.
En 2023, el campo de refugiados tenía una población de 116 000 habitantes en apenas 1,4 kilómetros cuadrados, lo que lo convierte en uno de los lugares más densamente poblados del mundo (en contraste, la densidad de población de Manhattan es de 28.000 personas por km cuadrado). Si bien Israel había emitido una orden de evacuar Gaza, videos publicados en las redes sociales de finales de octubre mostraban que aún quedaban grandes cantidades de civiles.
Desde el comienzo de los bombardeos israelíes sobre la Franja de Gaza, el campo de refugiados de Jabalia había sido bombardeado cuatro veces antes del 31 de octubre. El primer bombardeo destruyó una mezquita y un mercado. Más de 150 personas habían muerto en los bombardeos anteriores.

## Ataques aéreos

### 31 de octubre
Un testigo presencial entrevistado por Al Jazzera, describió la escena:

Los niños cargaban a otros niños heridos y corrían, mientras el aire estaba lleno de polvo gris. Había cuerpos colgados de los escombros, muchos de ellos desconocidos. Algunos sangraban y otros estaban quemados... Vi mujeres gritando y confundidas. No lo hicieron. No sabían si llorar por perder a sus hijos o correr a buscarlos, sobre todo porque muchos niños jugaban en el barrio.

Atef Abu Seif, ministro de Cultura de la Autoridad Palestina, y conocido crítico de Hamás, también habló de escenas «apocalípticas» al diario alemán Der Spiegel, diciendo que más de cincuenta casas fueron «destrozadas, aplastadas. Había docenas de personas, familias y parientes que habían huido aquí desde el exterior porque sus zonas habían sido bombardeadas... Bombardearon el centro, el corazón del campo de refugiados. Probablemente ningún lugar en toda Palestina esté tan densamente poblado como este. Ni siquiera puedo distinguir dónde comenzaba y terminaba qué edificio». La ONG francesa Médicos Sin Fronteras dijeron estar horrorizados por lo ocurrido en el campamento de Jabalia, donde un gran número de personas han muerto a causa de un ataque aéreo israelí. Después del ataque, muchos heridos llegaron al hospital Al Shifa, incluidos muchos niños con «heridas profundas y quemaduras graves».
El director de defensa civil en Gaza dijo a Al Jazeera que Israel lanzó seis bombas de fabricación estadounidense en la zona. Las fotografías de las consecuencias mostraron varios cráteres grandes en medio de numerosos edificios destruidos. The New York Times citó a un analista que dijo que el daño parecía consistente con las Municiones de Ataque Directo Conjunto (JDAM) que utiliza Israel. Según el NYT, las imágenes de satélite mostraron que un área de al menos 2500 metros cuadrados quedó «completamente aplanada» durante los ataques.
Según funcionarios de las FDI, Israel lanzó las bombas al espacio entre los edificios para destruir un complejo de túneles subterráneos. Sin embargo, el colapso de la red de túneles llevó al derrumbe de los cimientos de los edificios cercanos, provocando que estos a su vez se derrumbaran.
Además las inmediaciones del cercano Hospital Indonesio también sufrieron ataques aéreos por parte de Israel, e incluso el propio hospital ha sufrido daños materiales debido a explosiones cercanas. Así, la Oficina de Derechos Humanos de la ONU recordó que los hospitales debían estar totalmente protegidos de ataques según el derecho internacional humanitario.

### Ataques posteriores
Menos de un día después del primer ataque aéreo que mató al menos a 50 personas, el campo de Jabalia fue bombardeado nuevamente, causando numerosos muertos y heridos, según un portavoz del gobierno de Gaza.
El 2 de noviembre las FDI lanzaron un nuevo ataque aéreo contra el campamento de refugiados de Jabalia, que en esta ocasión habría alcanzado una escuela de la Agencia de Naciones Unidas para los Refugiados de Palestina en Oriente Próximo (UNRWA) donde murieron alrededor de 30 personas y decenas resultaron heridas. El Ejército de Israel aún no se ha pronunciado sobre este ataque, el tercero en otros tantos días en Jabalia.
El 4 de noviembre, una portavoz de la UNRWA confirmó la información de que Israel había llevado a cabo otro ataque aéreo contra una escuela administrada por la ONU en el campo. Según el Ministerio de Salud de Gaza, el ataque a la escuela de Al-Fakhoura mató a quince personas e hirió a decenas más. Reuters informó haber obtenido un vídeo de un niño llorando desesperado, mientras gritaba: «Yo estaba aquí cuando ocurrieron tres bombardeos, llevaba un cuerpo y otro cuerpo decapitado con mis propias manos. Dios se vengará». Según la UNRWA, al menos un ataque alcanzó el patio de la escuela, donde las familias desplazadas habían instalado sus tiendas de campaña. En respuesta al ataque, Al Jazeera comentó que Israel estaba «tratando de eliminar todas las fuentes de supervivencia de la población civil para forzar la evacuación a la parte sur de Gaza».
El 13 de noviembre, Israel bombardeó nuevamente Jabalia, destruyendo doce casas y matando a más de treinta personas. El equipo de protección civil que se encargó de rescatar a las víctimas informó que no pudo rescatar a los heridos entre los escombros por falta de material.
El 14 de noviembre, las FDI volvieron a atacar el campo matando a dos jugadores de voleibol palestinos, Hassan Zuaiter e Ibrahim Qusaya.
El 17 de noviembre, Israel alcanzó varios edificios residenciales, matando e hiriendo a un número desconocido de personas. Según informó Al Jazeera, los residentes y los rescatistas utilizaron hachas, martillos y sus propias manos para tratar de encontrar supervivientes.
El 18 de noviembre, Israel bombardeó nuevamente la escuela Al-Fakhura (gestionada por la UNRWA), situada en el campo de refugiados de Jabalia, en el norte de Gaza. Según el Ministerio de Salud palestino al menos 50 personas habrían muerto en el ataque. En la escuela se refugiaban cientos de personas que se habían visto obligados a abandonar sus hogares por los bombardeos israelíes. Según informó el corresponsal de Al Jazeera, Tareq Abou Azzoum: «Hay cadáveres por todas partes y los equipos médicos están tratando de evacuar a los heridos». Se da la circunstancia de que esta misma escuela al-Fakhoora ya fue bombardeada por Israel en 2009, dejando otros 40 civiles palestinos muertos.
El 23 de noviembre de 2023, un ataque aéreo israelí bombardeó la escuela Abu Hussein en el campo de refugiados, que estaba siendo utilizada por la Agencia de las Naciones Unidas para los Refugiados (UNRWA) como refugio. Al menos 27 personas murieron en el ataque y se reportaron múltiples heridos.
El 6 de diciembre, las FDI mataron a veintidós miembros de la familia de periodista palestino Moamen Al Sharafi, corresponsal de Al Jazeera en árabe, los miembros de su familia fueron asesinados en un ataque aéreo israelí contra la casa en la que se refugiaban en el campo de refugiados de Jabalia, en el norte de Gaza.

## Víctimas
El Ministerio de Salud de Gaza informó inicialmente que 50 personas habían muerto y 150 habían resultado heridas. El cercano hospital indonesio dijo que recibió 120 cadáveres y trató a 280 heridos, la mayoría mujeres y niños. Una fuente del Hospital Indonesio ha explicado a EFE que tras el rezo de la tarde, «comenzaron a llegar un gran número de heridos al Departamento de Urgencias, llegaban por cientos, la mayoría eran menores y mujeres». Imágenes de la Agence France-Presse mostraron 47 cadáveres siendo sacados de entre los escombros. The New York Times también confirmó que las imágenes mostraban que niños, algunos muertos, eran sacados de los escombros.
Según un comunicado del Ministerio de Salud de Gaza «Más de 50 mártires y alrededor de 150 heridos y decenas bajo los escombros, en una atroz masacre israelí que tuvo como objetivo una gran zona de viviendas en el campamento de Jabalia, en el norte de la Franja [de Gaza]».
Según Hamás, «siete rehenes murieron ayer en la masacre israelí en el campo de refugiados de Jabalia, tres de ellos con pasaporte extranjero». Por su parte la ONU, confirmó, el miércoles, 1 de septiembre, que el ataque aéreo causó «la destrucción de un barrio entero con 30 edificios residenciales» y al menos 50 muertos.
El Ministerio de Salud de Gaza declaró el 1 de noviembre que los dos bombardeos israelíes habían matado a 195 personas y herido a otras 777, y que 120 más se encuentran desaparecidas bajo los escombros.

## Justificación de Israel
Según las Fuerzas de Defensa de Israel (FDI) Hamás estaba «escondido» entre la población civil. También afirmó que esta operación mató a un líder clave de Hamás. Por su parte la organización palestina ha negado la presencia de uno de sus líderes en Jabalia y dice que la información israelí es una «mentira sin fundamento».Israel también declaró que apuntó a túneles y a un centro de mando de Hamás.
El portavoz de las FDI, Daniel Hagari, acusó a Hamás de «construir infraestructura terrorista debajo de las casas de civiles» y ha vuelto a llamar a la población a que abandone el norte de la Franja. Cuando el presentador de CNN, Wolf Blitzer, le recordó que había muchos civiles inocentes en el campo, Hecht respondió: «Esta es la tragedia de la guerra» y dijo que los civiles deberían trasladarse al sur. A pesar de que la ONU ha declarado en múltiples ocasiones que «ningún lugar está a salvo de ataques» en Gaza y que estos llamamientos no pueden cumplirse ante los incesantes bombardeos israelíes.

## Crímenes de guerra
Las FDI afirmaron que la operación tuvo como objetivo y mató a un comandante de Hamás, Ibrahim Biari, quien, según dijeron, dirigió el ataque del 7 de octubre contra Israel. Hamás negó la presencia de cualquier comandante y dijo que Israel estaba usando estas afirmaciones como excusa para el ataque. La declaración de las FDI no mencionó ninguna posibilidad de que ocurriera un error (por ejemplo, identificación errónea del objetivo, error del piloto, mal funcionamiento de las armas). Tampoco indicaron que las bajas civiles que se produjeron fueron mayores de lo que esperaban. Por lo tanto, los observadores concluyeron que el ataque aéreo se «ejecutó según lo planeado».
El asesor del Departamento de Estado de los Estados Unidos, Larry Lewis, dijo que el ataque demostró que la tolerancia de Israel hacia las víctimas civiles era significativamente mayor que lo que Estados Unidos aceptaría. El 2 de noviembre, la Oficina del Alto Comisionado de las Naciones Unidas para los Derechos Humanos afirmó afirmó que el ataque podría constituir un crimen de guerra, dado el «alto número de víctimas civiles y la escala de destrucción».
Omar Shakir, director de Human Rights Watch, dijo que las advertencias de evacuar un área «no eximen a las partes del requisito de proteger a los civiles» que no han evacuado. También dijo que «el derecho internacional prohíbe los ataques en los que el daño esperado a civiles y propiedades civiles sea desproporcionado con respecto a la ganancia militar prevista».
Marc Schack, profesor de derecho internacional en la Universidad de Copenhague, comparó el ataque aéreo con el juicio por crímenes de guerra de Stanislav Galić. En ese caso, se produjo un incidente en el que Galic ordenó bombardear un partido de fútbol porque había muchos soldados presentes en el encuentro (10 murieron y 100 resultaron heridos en ese ataque). La sala de primera instancia dictaminó que, si hubiera sabido que había 200 civiles presentes en el partido de fútbol, el ataque habría sido ilegal.

### Proporcionalidad
El derecho internacional humanitario penaliza los ataques en los que el daño civil previsto es «claramente excesivo» en relación con la ventaja militar prevista; esto se conoce como la ley de proporcionalidad.
Marc Schack, profesor de derecho internacional en la Universidad de Copenhague, concluyó que el ataque fue probablemente un crimen de guerra, ya que fue una grave violación de la ley de proporcionalidad. Schack afirmó que incluso si tomamos las declaraciones de las FDI al pie de la letra, es decir, que mataron a un comandante de Hamás y dañaron el comando y control de Hamás en el área, estas importantes ventajas militares no justifican las extensas muertes de civiles causadas. Cita una opinión de que las muertes de civiles en gran escala sólo pueden justificarse en caso de «enorme ventaja militar» y ese no fue el caso en este ataque aéreo.

### Túneles
Según funcionarios de las FDI, Israel apuntó al espacio entre los edificios para destruir un complejo de túneles subterráneos y dijo que el colapso de la red de túneles provocó que los cimientos de los edificios cercanos colapsaran, lo que a su vez provocó el colapso de esos edificios. Marc Garlasco, un oficial de inteligencia militar estadounidense durante la guerra de Irak de 2003, opinó que los edificios probablemente se derrumbarían debido a la onda expansiva de las bombas, no sólo debido a la presencia de los túneles. Además, la munición JDAM, en modo de detonación retardada, causaría un fenómeno similar a un terremoto y haría que el edificio se derrumbara.
Mark Lattimer, en un artículo publicado en Lawfare, afirmó que las víctimas civiles causadas por el derrumbe de túneles deben incluirse en cualquier prueba de proporcionalidad a la hora de decidir sobre la legalidad de un ataque aéreo. Si la ventaja militar de un ataque aéreo es la destrucción de túneles, se deduce lógicamente que cualquier daño colateral causado por el derrumbe de túneles también debe incluirse en los cálculos de los daños a la población civil. Concluye que la tolerancia israelí hacia los daños a civiles es «varios órdenes de magnitud» mayor que la que tolerarían Estados Unidos o el Reino Unido.
Las FDI habían dicho inicialmente que la destrucción de túneles había provocado un colapso imprevisto de edificios. La académica Noura Erakat respondió que «no debería sorprender a nadie que el colapso de una estructura subterránea provoque el colapso de las estructuras que se encuentran encima».

### Órdenes de evacuación
El portavoz de las FDI, Richard Hecht, dijo que a los civiles se les había ordenado evacuar hacia el sur y que deberían haberse ido. La profesora holandesa de derecho internacional, Helen Duffy, afirmó que los civiles que no han seguido las órdenes de evacuación israelíes siguen siendo civiles y deben ser protegidos.
The Guardian informó que muchos civiles no se habían ido porque eran demasiado mayores o estaban enfermos para viajar, o tenían miedo después de haber visto informes de ataques aéreos israelíes en las áreas de «zona segura» a las que Israel había dicho a los civiles que evacuaran. Mark Lattimer escribió que el hecho de que muchos civiles permanecieran en el campamento, a pesar de la orden de evacuación, era evidente a partir de videos de redes sociales disponibles públicamente publicados pocos días antes del ataque.

## Reacciones
El periodista de Al Jazeera, Anas Al Shareef, que estuvo en el lugar, afirmó: «Es una masacre masiva. Es difícil contar el número de edificios que han sido destruidos aquí». Nebal Farsakh, portavoz de la Media Luna Roja Palestina, describió la escena como «absolutamente horrible».
El médico noruego Mads Gilbert afirmó: «No hay ninguna duda de que se trata de un asesinato en masa». Melanie Ward, directora ejecutiva de la organización sin fines de lucro del Reino Unido Ayuda Médica para los Palestinos, declaró: «Este ataque marca un nuevo punto bajo y debería servir como una llamada de atención a los líderes y políticos mundiales de todo el mundo. Sus humildes solicitudes de cumplimiento del derecho internacional son siendo ignorado por completo; Israel, en cambio, ha aumentado la ferocidad de sus ataques indiscriminados y desproporcionados». Médicos Sin Fronteras condenó el ataque aéreo y afirmó: «¡Ya basta!».
Raquel Martí, directora de Agencia de Naciones Unidas para los Refugiados de Palestina en Oriente Próximo (UNRWA) España, describió la escena como «una auténtica masacre», mientras la población intenta recuperar cadáveres y heridos tras el ataque «Israel continúa bombardeando barrios enteros de campos de refugiados en Gaza, presionando a la población para huir al sur, un sur que también es intensamente bombardeado. En el campo de refugiados de Jabalia el número de muertos es enorme».
El primer ministro de Escocia Humza Yousaf se disculpó abiertamente por la inacción del mundo ante los afectados por el ataque, declarando en su página oficial de X: «Lamento a esos hombres, mujeres y niños inocentes en el campo de refugiados de Jabalia que el mundo no pudo protegerlos. Este flagrante desprecio por la vida humana debe condenarse de manera inequívoca. No dejes que mueran más niños. Necesitamos un alto el fuego inmediato, nada menos».
El Secretario General Adjunto de Asuntos Humanitarios y Coordinador de Ayuda de Emergencia de las Naciones Unidas, Martin Griffiths declaró: «Esta es sólo la última atrocidad que ha sufrido el pueblo de Gaza, donde los combates han entrado en una fase aún más aterradora, con consecuencias humanitarias cada vez más terribles».
El líder de Hamás, Ismail Haniyeh, acusó a Israel de «cometer masacres bárbaras contra civiles desarmados» tras el ataque al campo de refugiados y ha advertido que los rehenes israelíes retenidos en Gaza corren el mismo riesgo de «muerte y destrucción» que los residentes palestinos.

### Países
- Arabia Saudita condenó el ataque como una violación del derecho internacional humanitario y deploró el fracaso de la comunidad internacional a la hora de presionar a Israel para que estableciera un alto el fuego.[65]
- Argentina condenó el ataque y el Ministerio de Relaciones Exteriores afirmó: «Nada justifica la violación del derecho internacional humanitario».[66]
- Bolivia: Su Ministerio de Relaciones Exteriores anunció que rompían relaciones diplomáticas con Israel, al que acusó de estar cometiendo «crímenes contra la humanidad».[67]
- Brasil: El presidente Luiz Inácio Lula da Silva tuiteó: «Por primera vez asistimos a una guerra en la que la mayoría de los muertos son niños […] ¡Alto! ¡Por el amor de Dios, alto!»[68]
- Colombia El presidente del país, Gustavo Petro, llamó a consultas a su embajador y aseguró que «si Israel no detiene la masacre del pueblo palestino, no podemos estar allá».[69]
- Chile: llamó a consultas a su embajador en Israel «ante las inaceptables violaciones del Derecho Internacional Humanitario» que Israel estaba cometiendo en la Franja de Gaza.[69]
- España El ministro de Asuntos Exteriores, José Manuel Albares, afirmó sentirse «horrorizado» por las víctimas civiles del bombardeo israelí de Jabalia. Además ha señalado que el derecho internacional humanitario «debe respetarse siempre» y aprovechó para pedir «la liberación incondicional de rehenes y tregua humanitaria para evitar más víctimas inocentes. Queremos paz y seguridad para todos en Oriente Medio».[70]
- Egipto condenó el ataque israelí como un ataque indiscriminado contra civiles indefensos en sus lugares de refugio y en las proximidades de centros médicos, lo que exacerba la crisis y el deterioro de las condiciones humanitarias en la franja.[71][35]
- Emiratos Árabes Unidos condenó el ataque israelí y pidió un alto el fuego inmediato.[72]
- Estados Unidos, inmediatamente después del bombardeo, se negó a comentar sobre el ataque.[73]
- Francia La ministra de Asuntos Exteriores Catherine Colonna declaró que Francia estaba profundamente preocupada por «el alto costo para la población civil palestina por los ataques israelíes contra el campo de Jabalia y expresa su compasión por las víctimas», y añadió «la protección de las poblaciones civiles» es una obligación del derecho internacional, que obliga a todos.[74]
- Jordania llamó a consultas a su embajador en Israel y aconsejó a Israel que su propio embajador no debería regresar a Jordania mientras continúe la guerra y la crisis humanitaria en Gaza.[75]

### Organizaciones
- Liga Árabe deploró el bombardeo del campo de refugiados de Jabalia y pidió la entrega inmediata de ayuda a la Franja de Gaza.[76]
- Josep Borrell, el Alto Representante de la Unión para Asuntos Exteriores y Política de Seguridad, escribió en su página oficial de X: «Estoy consternado por el elevado número de víctimas tras el bombardeo israelí del campo de refugiados de Jabalia».[77]
- El Secretario General de la ONU Antonio Guterres declaró que estaba «horrorizado» por el ataque.[78] La Oficina de Derechos Humanos de la ONU dijo que tiene «serias preocupaciones que se trata de ataques desproporcionados que podrían constituir crímenes de guerra».[79]